# Каєтан Ольшевський

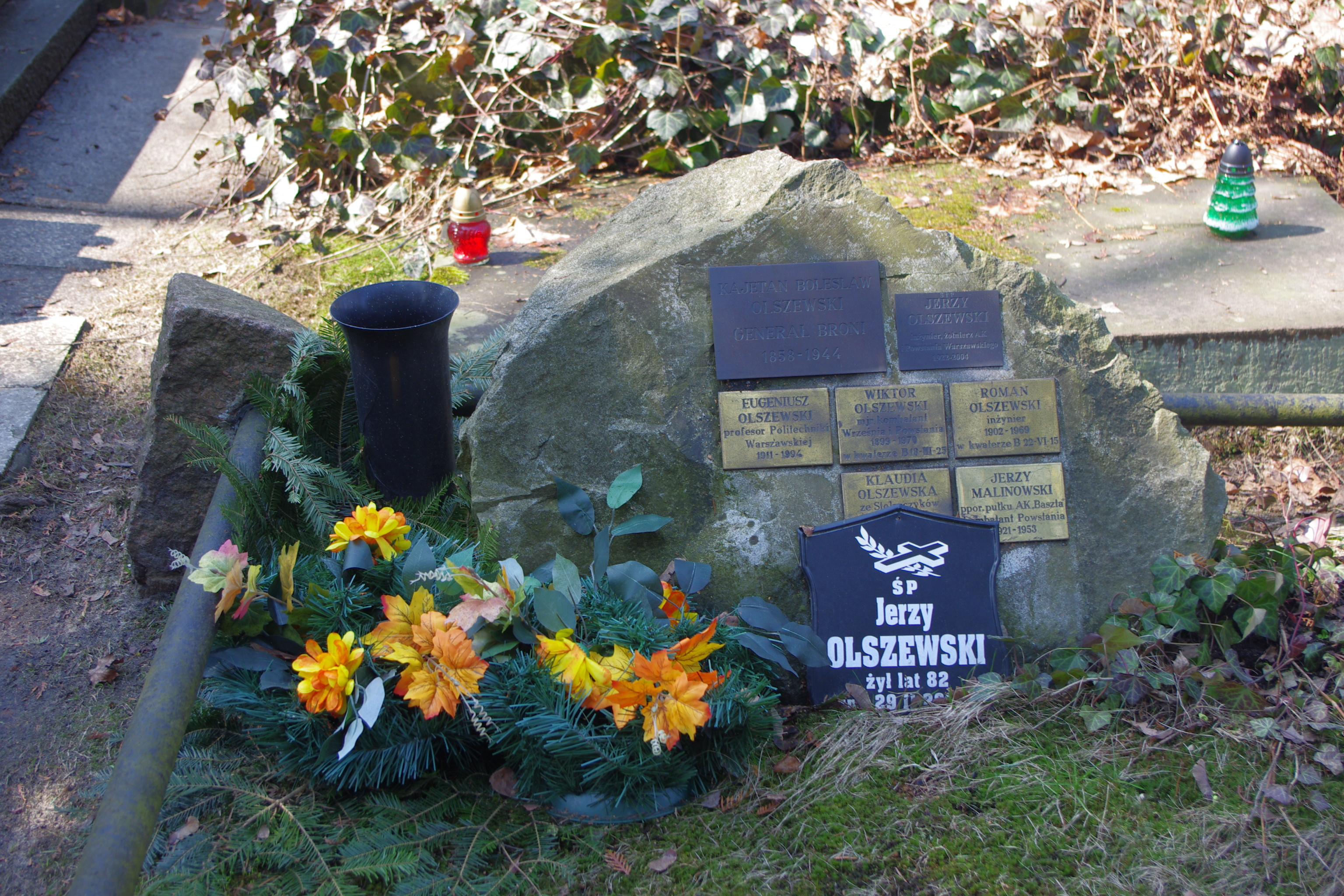
Могила професора Еугеніуша Ольшевського (1911–1994) та генерала Каєтана Болеслава Ольшевського (1858–1944) на Військовому цвинтарі Повонзки у Варшаві

Каєтан Болеслав Ольшевський (пол. Kajetan Bolesław Olszewski; 7 серпня 1858, Кольно — 20 серпня 1944, Варшава) – титулярний генерал броні Війська Польського.

## Біографія
Каєтан народився 7 серпня 1858 року в Кольно в родині Владислава та Теофіли з роду Годлевських. Закінчив класичну гімназію в Сувалках, офіцерську школу у Варшаві та Стрілецьку школу штабних офіцерів у Петербурзі.. З 1879 року став офіцером російської піхоти. У 1904—1905 рр. був командиром полку в Російсько-японській війні. У Першій світовій війні був піхотним бригадиром. З 1914 р. — Генерал-майор. Відзначився в битві під Зельвою. З вересня 1916 по березень 1917 командував польсько-стрілецькою бригадою при російській армії. Після цього командував 153-ю стрілецькою дивізією.
Після революції 1917 р. переїхав до Польщі. У званні генерал-лейтенанта російської армії рескриптом Ради Регентства від 31 жовтня 1918 р. був призначений командиром Війська Польського із затвердженням чину. До 28 листопада 1918 р. — генеральний інспектор Війська Польського на Люблінщині. 28 листопада 1918 – 28 липня 1919 командував генеральним округом «Кельце» — на цій посаді був призначений генерал-лейтенантом. 28 липня 1919 – 14 лютого 1921 командував генеральним округом «Лодзь». 14 лютого 1921 р., при званні генерал-лейтенанта, йде у відставку, але залишається на дійсній службі як голова Центральної комісії державного контролю, а з липня цього ж року голова перевіркової комісії, а потім комісії з питань перевірок. У період з серпня 1921 по серпень 1927 перебував у складі Капітули ордену «Відродження Польщі». 26 жовтня 1923 р. президент Республіки Польща Станіслав Войцеховський затвердив його в титульному званні генерал-лейтенанта. 27 серпня 1924 р. військовий міністр звільнив його від дійсної військової служби. До лютого 1925 року обіймав посаду воєводи Волинського воєводства. Невдовзі після цього оселився у Варшаві.
Помер під час Варшавського повстання. Похований разом із воїнами полку Армії Крайової «Башта» на проспекті Незалежності у Варшаві. 1945 року його було ексгумовано й поховано на Військовому цвинтарі Повонзки (квартал A14-6-4/5).
Його дружину Зофію, уроджена Томашевич (1877–1932), з якою мав 4 синів, було нагороджено Хрестом «За заслуги перед Церквою і Папою».

## Нагороди
- Командорський хрест із зіркою Ордену Відродження Польщі (2 травня 1923)[10]
- Командорський хрест Ордену Відродження Польщі (29 грудня 1921)[11][12]
- Офіцерський хрест Ордену Відродження Польщі (13 липня 1921)[13][14][15]
- Хрест Хоробрих (1923)[16]
- Пам'ятна медаль учаснику війни 1918-1921 років[1]
- Медаль «Десятиліття здобутої незалежності»[1]
- Командорський хрест Ордену Почесного легіону (Франція, 8 вересня 1925)[17]
- Командорський хрест із зіркою Ордену Пресвятої Богородиці[1]